# 金融資産
金融資産（きんゆうしさん、英: financial asset）とは、企業会計においては、「現金預金、受取手形、売掛金及び貸付金等の金銭債権、株式その他の出資証券及び公社債等の有価証券並びに先物取引、先渡取引、オプション取引、スワップ取引及びこれらに類似する取引（「デリバティブ取引」という。）により生じる正味の債権等」と定義される。
家計においては、「現金・預金、株式・出資金、株式以外の国債や投資信託などの証券、金融派生商品、保険準備金・年金準備金、ゴルフ場への預託金などの預け金等、対外証券投資を含む対外債権等」である。
金融負債（きんゆうふさい、英: financial debt）とは、企業会計においては、「支払手形、買掛金、借入金及び社債等の金銭債務並びにデリバティブ取引により生じる正味の債務等」と定義される。家計においては、住宅ローン、割賦購入、銀行の総合口座貸越・カードローン、いわゆるサラ金などの消費者金融借入れなどもっぱら借入金が占める